# Rouperroux
Ne doit pas être confondu avec Rouperroux-le-Coquet ou Château de Rouperroux.
Rouperroux est une commune française, située dans le département de l'Orne en région Normandie, peuplée de 175 habitants.

## Géographie
Elle est située en bordure de la forêt d'Écouves. 370 hectares font d'ailleurs partie du territoire communal, traversé par le GR 22.
Deux affluents du Sarthon, le Brûlon et le Gassel prennent leur source à Rouperroux.
| Chahains              | Chahains, La Lande-de-Goult                      | La Lande-de-Goult         |
| Saint-Ellier-les-Bois | Rouperroux                                       | Saint-Didier-sous-Écouves |
| Saint-Ellier-les-Bois | Saint-Ellier-les-Bois, Saint-Didier-sous-Écouves | Saint-Didier-sous-Écouves |

### Hydrographie
La commune est traversée par la ligne de partage des eaux entre les bassins hydrographiques Seine-Normandie et Loire-Bretagne. Elle est drainée par le Sarthon et le ruisseau de Brûlon,,.
Le Sarthon, d'une longueur de 25 km, prend sa source dans la commune , près du hameau des Carrières, à une altitude de 325 mètres, et se jette  dans la Sarthe en limite de Saint-Céneri-le-Gérei et de Saint-Pierre-des-Nids, face à Saint-Léonard-des-Bois, à une altitude de 117 mètres, après avoir traversé onze communes. 

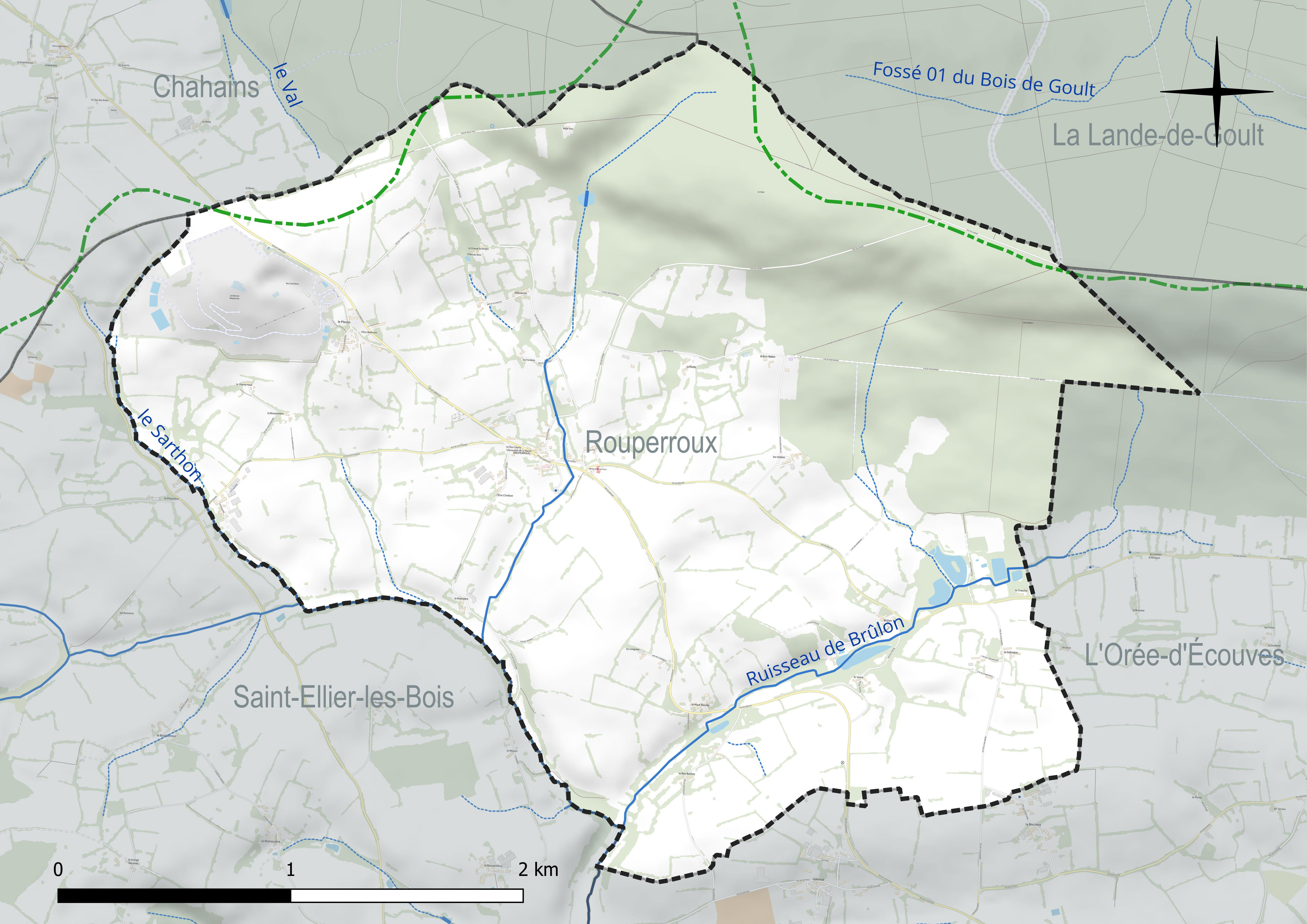
Réseau hydrographique de Rouperroux.

### Climat
Pour des articles plus généraux, voir Climat de la Normandie et Climat de l'Orne.
En 2010, le climat de la commune est de type climat océanique dégradé des plaines du Centre et du Nord, selon une étude du CNRS s'appuyant sur une série de données couvrant la période 1971-2000. En 2020, Météo-France publie une typologie des climats de la France métropolitaine dans laquelle la commune est dans une zone de transition entre le climat océanique et le climat océanique altéré et est dans la région climatique Normandie (Cotentin, Orne), caractérisée par une pluviométrie relativement élevée (850 mm/a) et un été frais (15,5 °C) et venté. Parallèlement le GIEC normand, un groupe régional d’experts sur le climat, différencie quant à lui, dans une étude de 2020, trois grands types de climats pour la région Normandie, nuancés à une échelle plus fine par les facteurs géographiques locaux. La commune est, selon ce zonage, exposée à un « climat contrasté des collines », correspondant au Bocage normand, bien arrosé, voire très arrosé sur les reliefs les plus exposés au flux d’ouest, et frais en raison de l’altitude.
Pour la période 1971-2000, la température annuelle moyenne est de 10 °C, avec une amplitude thermique annuelle de 14 °C. Le cumul annuel moyen de précipitations est de 913 mm, avec 12,9 jours de précipitations en janvier et 7,6 jours en juillet. Pour la période 1991-2020, la température moyenne annuelle observée sur la station météorologique la plus proche, située sur la commune d'Alençon à 19 km à vol d'oiseau, est de 11,3 °C et le cumul annuel moyen de précipitations est de 743,7 mm,. Pour l'avenir, les paramètres climatiques de la commune estimés pour 2050 selon différents scénarios d’émission de gaz à effet de serre sont consultables sur un site dédié publié par Météo-France en novembre 2022.

## Urbanisme

### Typologie
Au 1er janvier 2024, Rouperroux est catégorisée commune rurale à habitat très dispersé, selon la nouvelle grille communale de densité à sept niveaux définie par l'Insee en 2022.
Elle est située hors unité urbaine. Par ailleurs la commune fait partie de l'aire d'attraction d'Alençon, dont elle est une commune de la couronne,. Cette aire, qui regroupe 89 communes, est catégorisée dans les aires de 50 000 à moins de 200 000 habitants,.

### Occupation des sols
L'occupation des sols de la commune, telle qu'elle ressort de la base de données européenne d’occupation biophysique des sols Corine Land Cover (CLC), est marquée par l'importance des territoires agricoles (70,2 % en 2018), en diminution par rapport à 1990 (71,1 %). La répartition détaillée en 2018 est la suivante : 
prairies (44,6 %), forêts (26,3 %), terres arables (16,4 %), zones agricoles hétérogènes (9,2 %), mines, décharges et chantiers (3,5 %). L'évolution de l’occupation des sols de la commune et de ses infrastructures peut être observée sur les différentes représentations cartographiques du territoire : la carte de Cassini (XVIIIe siècle), la carte d'état-major (1820-1866) et les cartes ou photos aériennes de l'IGN pour la période actuelle (1950 à aujourd'hui).

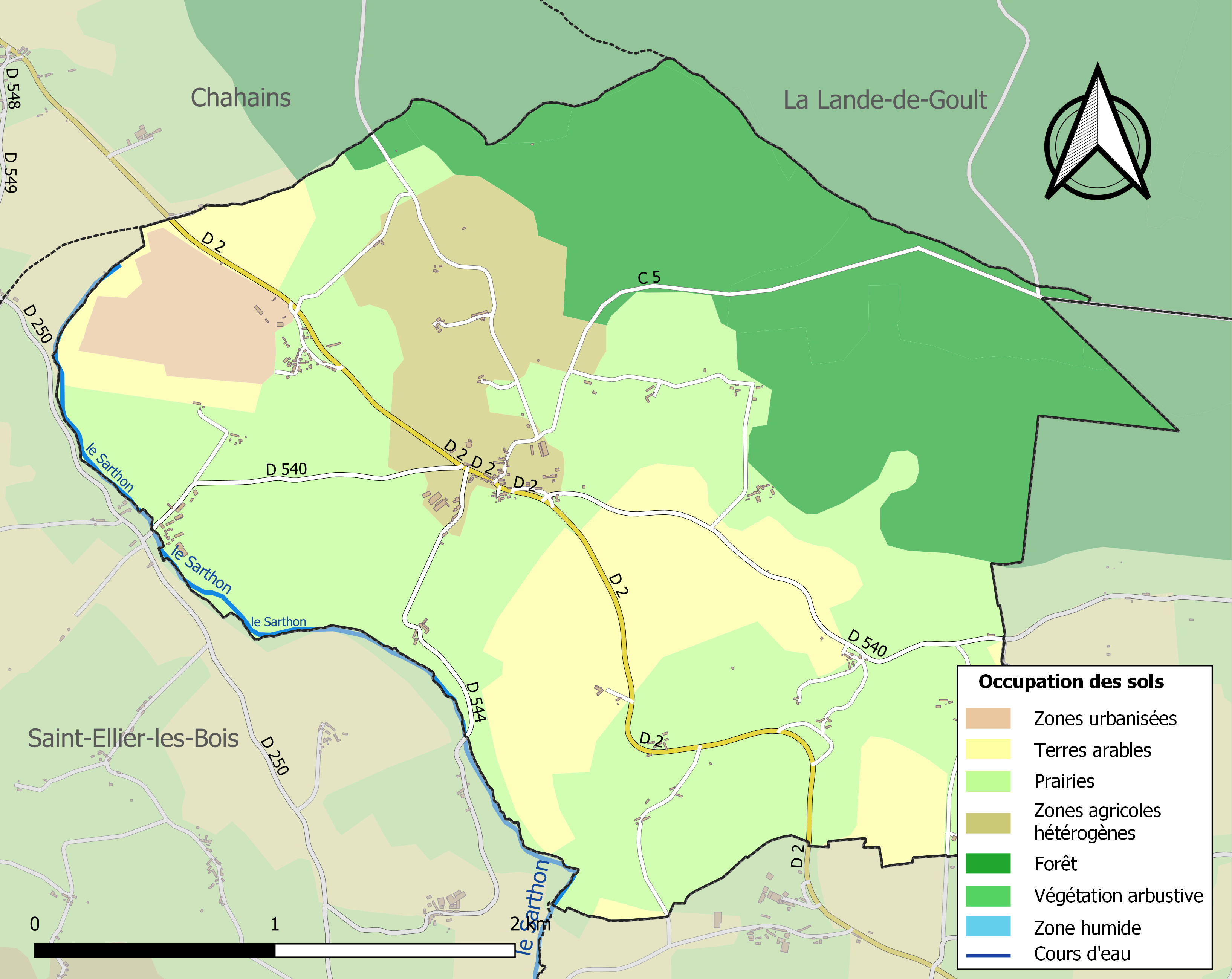
Carte des infrastructures et de l'occupation des sols de la commune en 2018 (CLC).

## Toponymie
Le nom de la localité est attesté sous les formes Roupperroux en 1793, Rouperroux en 1801.
Dans le toponyme apparaît un cours d'eau, du latin rivus, « ruisseau » et petrosus, « pierreux », « ruisseau pierreux », le Sarthon.

## Politique et administration
| Période                                  | Période   | Identité       | Étiquette | Qualité             |
| ---------------------------------------- | --------- | -------------- | --------- | ------------------- |
| 1989                                     | mars 2008 | Victor Maurice |           |                     |
| mars 2008                                | En cours  | Roland Sellos  | SE        | Exploitant agricole |
| Les données manquantes sont à compléter. |           |                |           |                     |

## Démographie
L'évolution du nombre d'habitants est connue à travers les recensements de la population effectués dans la commune depuis 1793. Pour les communes de moins de 10 000 habitants, une enquête de recensement portant sur toute la population est réalisée tous les cinq ans, les populations de référence des années intermédiaires étant quant à elles estimées par interpolation ou extrapolation. Pour la commune, le premier recensement exhaustif entrant dans le cadre du nouveau dispositif a été réalisé en 2006.
En 2022, la commune comptait 175 habitants, en évolution de −3,85 % par rapport à 2016 (Orne : −3,21 %, France hors Mayotte : +2,11 %).
Rouperroux a compté jusqu'à 602 habitants en 1806.
| 1793 | 1800 | 1806 | 1821 | 1836 | 1841 | 1846 | 1851 | 1856 |
| ---- | ---- | ---- | ---- | ---- | ---- | ---- | ---- | ---- |
| 444  | 503  | 602  | 523  | 540  | 533  | 543  | 501  | 521  |

| 1861 | 1866 | 1872 | 1876 | 1881 | 1886 | 1891 | 1896 | 1901 |
| ---- | ---- | ---- | ---- | ---- | ---- | ---- | ---- | ---- |
| 502  | 474  | 415  | 403  | 382  | 369  | 348  | 320  | 294  |

| 1906 | 1911 | 1921 | 1926 | 1931 | 1936 | 1946 | 1954 | 1962 |
| ---- | ---- | ---- | ---- | ---- | ---- | ---- | ---- | ---- |
| 274  | 290  | 244  | 239  | 273  | 240  | 236  | 251  | 273  |

| 1968 | 1975 | 1982 | 1990 | 1999 | 2006 | 2011 | 2016 | 2021 |
| ---- | ---- | ---- | ---- | ---- | ---- | ---- | ---- | ---- |
| 232  | 176  | 167  | 165  | 176  | 173  | 156  | 182  | 183  |

| 2022 | - | - | - | - | - | - | - | - |
| ---- | - | - | - | - | - | - | - | - |
| 175  | - | - | - | - | - | - | - | - |

## Économie
- Une carrière de granulat emploie environ treize employés.
- Un paysagiste.
- Un pépiniériste.

## Lieux et monuments
- L'église Notre-Dame (XIXe siècle).
- Un lavoir rénové à l'ancienne et fleuri.
- L'ancien presbytère reconverti en gîte rural.
- Bornes de la forêt d'Écouves.

## Héraldique
| Blason de Rouperroux | Blason  | D’argent, à un pal d’azur, chargé d’une rose du premier et accosté de six rochers du second, 3 et 3. |
| Blason de Rouperroux | Détails | L’argent et l’azur identifient la commune par les deux matières qui le caractérise : L’eau du ruisseau du Gassel et de la rivière Sarthon qui traversent son territoire, et les cailloux ou la pierre pour la deuxième partie du nom du village. En plus des couleurs, ces éléments sont clairement représentés par les cailloux et le pal. La rose est le symbole principal de la Vierge, sainte patronne du village de Rouperroux. Les ornements sont deux branches de chêne de sinople, fruitées d’or, mises en sautoir par la pointe et liées d’argent pour représenter la forêt d’Ecouvres qui se trouve sur le territoire communal ainsi que le bois de Mallet. Le listel d'argent porte le nom de la commune en lettres majuscules de sable. La couronne de tours dit que l’écu est celui d’une commune ; elle n’a rien à voir avec des fortifications. Le statut officiel du blason reste à déterminer. |